# Ковалёвка (Волгоградская область)
Ковалёвка — село в Октябрьском районе Волгоградской области России, в составе Ковалёвского сельского поселения.

## История
Дата основания не установлена. Предположительно основан в 40-х годах 19 века. Первоначально относился к Аксайской волости Черноярского уезда Астраханской губернии. По состоянию на 1914 года в хуторе Ковалёв Аксайской волости имелось 58 дворов, проживало 215 души мужского и 207 женского пола. В 1919 году в составе Черноярского уезда село было включено в состав Царицынской губернии (с 1925 года - Сталинградской губернии, с 1928 года - Нижне-Волжского края, с 1934 года - Сталинградского края).

## География
Хутор расположен в степной зоне на северо-западе Ергенинской возвышенности, относящейся к Восточно-Европейской равнине, на реке Аксай, к востоку от хутора Жутово 1-е, на высоте около 60 метров над уровнем моря. Рельеф местности холмисто-равнинный, осложнён балками и оврагами. Почвы - каштановые солонцеватые и солончаковые.
По автомобильным дорогам расстояние до областного центра города Волгограда составляет 140 км, до районного центра посёлка Октябрьский - 16 км, до административного центра сельского поселения хутора Жутово 1-е - 7 км.
Часовой пояс
Ковалёвка, как и вся Волгоградская область, находится в часовой зоне МСК (московское время). Смещение применяемого времени относительно UTC составляет +3:00.

## Население
Динамика численности населения по годам:
| 2002 |
| ---- |
| 345  |

| 1914 | 2010 |
| ---- | ---- |
| 422  | ↘308 |